# Lacharès
Lacharès est un démagogue et un tyran d'Athènes qui vécut entre la fin du IVe et le début du IIIe siècle av. J.-C.

## Biographie

### Accession au pouvoir
Lacharès fut l'un des dirigeants les plus influents de sa ville natale, après que la démocratie a été rétablie à Athènes par Démétrios Ier Poliorcète. Ensuite Cassandre, désirant contrôler la cité, l'appuya en secret pour qu'il instaure une tyrannie.
Pourtant, il semble qu'il ait été incapable de prendre le pouvoir jusqu'au siège d'Athènes par Démétrios Ier Poliorcète (307 av J.-C.). D'abord considéré comme le sauveur d'Athènes, Démétrios Ier Poliorcète est écarté de la cité après sa défaite à la bataille d'Ipsos en -301 av J.-C. Lacharès s'appuie alors sur le mécontentement de la population pour chasser Démocharès, le chef du parti d'opposition, accusé de servir Démétrios Ier Poliorcète. Lacharès se proclame dès lors comme le maitre incontestable de la ville. Nous connaissons peu les intrigues qu'il a réellement mené pour accéder au pouvoir, mais il est décrit par Pausanias comme « parmi tous les tyrans il est le plus inhumain envers les Hommes, et le plus impie envers les dieux ». Il pilla les temples, en particulier le Parthénon, vola les trésors les plus précieux, et alla jusqu'à dépouiller les ornements sacrés de la statue d'Athéna.
Au début de son règne il fit passer une loi interdisant, sous peine de mort, le simple contact avec Démétrios. Puis il réussit à faire passer aux Athéniens, ou plutôt leur imposa de tenir bon, même s'ils étaient réduits à la famine. Après un certain temps cependant, il ne put continuer ainsi, et s'enfuit en Béotie.

### Fuite à travers la Grèce
L'historien Polyen nous a rapporté les détails des fuites heureuses du tyran qui sont dignes de romans littéraires. Ainsi Lacharès s'échappa d'Athènes emportant avec lui le trésor de la cité et cacha l'or dans ses chaussures recouvertes d'excréments d'animaux. Vêtu comme un esclave, le visage maquillé de noir, il prit la fuite par une porte dérobée. Poursuivi par une escadre de cavalerie légère, il jeta sur la route quelque pièces d'or pour ralentir ses poursuivants, et atteignit la ville de Thèbes. Lorsque Démétrios Ier Poliorcète prit cette ville, Lacharès se cacha dans les égouts et ne ressortit qu'à la faveur de la nuit quelques jours après, et s'enfuit pour Delphes. De là, il rejoignit le roi Lysimaque en Thrace, et une fois de plus, il faillit se retrouver dans les mains de ses ennemis, car Démétrios assiégeait la ville de Sestos sur l'Hellespont où se trouvait précisément le tyran. Encore une fois, Lacharès se cacha dans une fosse, avec juste de quoi survivre, et cette fois s'échappa pendant une procession funérale, déguisé en pleureuse vêtu d'une robe et d'un voile noir sur son visage. Il quitta Sestos pour rejoindre Lysimacheia.
Finalement, il réapparut à Cassandréia en 279 av J.-C., quand il fut expulsé de la ville par Apollodore, accusé de conspiration pour le compte d'Antiochos.
Pausanias pense que Lacharès fut assassiné par la population de Coronée à cause des richesses qu'il avait apparemment accumulées. Le géographe ne donne pas de date pour sa mort, ce qui laisse imaginer plusieurs possibilités : soit il mourut bien avant ce que Polyen croyait, soit Pausanias se serait trompé, ou encore Lacharès retourna plus au sud, pour finir ses jours en Béotie de nombreuses années après sa tyrannie.